# Augusto Lutz
Augusto Lutz Urzúa (9 de mayo de 1925-28 de noviembre de 1974) fue un militar chileno, director de los servicios de inteligencia en el Golpe de Estado de 1973, involucrado en el Caso Horman.

## Biografía
En 1966, realizó el Curso de Comando y Estado Mayor en la Escuela de las Américas, Fort Gulick, Panama. 
Agregado Militar en Perú durante 1971 a 1972.
Fue uno de los militares que participaron en el pronunciamiento militar del 11 de Septiembre de 1973. 

### Golpe de estado Militar de 1973
Al tiempo del golpe de Estado del 11 de septiembre de 1973 en el Palacio de La Moneda en Chile, era general de Brigada y jefe del Servicio de Inteligencia Militar del Ejército. El general Lutz participó en las operaciones del golpe, desde su cargo de Inteligencia. En ese cargo, estuvo involucrado en la desaparición y posterior muerte del periodista Charles Horman. El agente de Inteligencia de la FACH Rafael González Verdugo lo involucró.
El 28 de septiembre de 1973, fue nombrado secretario de la Junta Militar, en reemplazo del general González. A su vez fue reemplazado en la dirección del SIM por el general Polloni.
El libro editado en España De improviso, la nada. Testimonio de prisión y exilio, escrito por el exsenador y presidente de la Comisión de Defensa del Senado, Erich Schnake  , muestra cómo el general Lutz, dos meses después del golpe militar, visita a este senador detenido en la Academia de Guerra Aérea para pedirle la elaboración de un informe sobre las fuerzas democráticas de los partidos de izquierda con las que se podría contar para una vuelta a la democracia.

#### Caso Horman
Charles Horman, un periodista estadounidense, que fue una de las víctimas del golpe de estado de 1973, conducido por el general Augusto Pinochet, que depuso al presidente socialista, Salvador Allende. El caso Horman se hará famoso por el director de cine Costa-Gavras' en su film Missing 1982. Lutz aparece en él interrogando a Horman.

Ambos jóvenes norteamericanos creían inminente un golpe de derecha. "Como ciudadanos estadounidenses, armados con pasaportes que pensábamos tenían un poder protector mítico, dimos por descontado que poca cosa nos podía pasar", relató. "Pero los acontecimientos mostrarían más razones para preocuparse porque si esos ciudadanos eran conocidos como disidentes de las políticas de su país, el gobierno y su embajada no moverían un dedo para protegerlos y, como en el caso de Chile, es probable que hayan participado de hecho en su detención y tortura"
Steve Volk 

Por azar quedó atrapado en Viña del Mar el día del Golpe militar, relacionándose con todo el equipo de inteligencia naval y militar de Estados Unidos , a cargo de la asonada. Como norteamericano los militares fueron "poco cuidadosos" en sus revelaciones, lo que llevó al arresto y a la desaparición de Horman, generando un caso de revuelo internacional que generó varios libros y al menos una película (Desaparecido)
El 17 de septiembre de 1973, seis días después del golpe, Horman fue apresado por soldados chilenos: un camión militar sacó a Horman de su casa de Vicuña Mackenna 4126, hasta donde se había mudado recientemente desde Los Dominicos. Una testigo siguió al vehículo que lo llevó hasta el Ministerio de Defensa. En el noveno piso, y a pocos metros de la oficina de Ray Davis, el general Augusto Lutz, director del Servicio de Inteligencia Militar, (SIM); el coronel Hugo Barrías, subdirector; y un norteamericano no identificado, acordaron eliminar a Horman porque "sabía demasiado ", según testimonio de Rafael González, exagente de seguridad adscrito al Estado Mayor de la Defensa, asilado en la embajada de Italia en septiembre de 1975.
Horman estuvo en la oficina de Augusto Lutz en el edificio del Ministerio de Defensa (actual edificio de las Fuerzas Armadas), quien era el jefe de la Dirección de Inteligencia del Ejército. González actuó en ese edificio por esos primeros días como el oficial de inteligencia de enlace en relación a los detenidos que llegaban.
González Verdugo, que cambió después la V de su apellido por la B, interrogó a Horman en el ministerio de Defensa, pues hablaba perfecto inglés. Según él, Lutz ordenó eliminar a Horman. González dice que trabajó en 1970 bajo el mando de Lutz en el EMDN. El general Herman Brady era a septiembre de 1973 el jefe de la guarnición de Santiago, y Sergio Arellano Stark el comandante de la Agrupación de Combate del centro de Santiago. Patricio Carvajal era el ministro de Defensa.
Con la ayuda de la gran cantidad de información aportada a la investigación por los documentos desclasificados por Estados Unidos, quedó establecido en el proceso que en la intriga criminal participaron además funcionarios de la embajada y del consulado norteamericano, al menos en calidad de encubridores del homicidio, como el cónsul Frederick Purdy, que vive en Chile y que también postula a ser procesado en la causa. Como buen nido de agentes de la CIA a la época de la intriga, el “chofer” de Purdy saltó de la noche a la mañana a convertirse en el segundo de la Embajada de Estados Unidos en Santiago. Un tal “Thompson” (Jeffrey Davidow).
Posteriormente fue conducido al Estadio Nacional en Santiago de Chile, el cual se había habilitado como un campo de concentración "ad hoc". Ahí los prisioneros eran interrogados torturados y ejecutados.
El paradero del cuerpo de Horman fue por lo visto indeterminado, al menos para los Norteamericanos, durante aproximadamente un mes después de su muerte, aunque más tarde fue determinado que, después de su ejecución, el cuerpo de Horman fue enterrado dentro de una pared del Estadio Nacional. Más tarde apareció en una morgue en la capital chilena. Un segundo periodista estadounidense, Frank Teruggi, encontró un destino similar.
Tanto el gobierno de la Dictadura Militar, como el gobierno norteamericano sabían de la existencia de Horman y de las condiciones en que estaba así como de su ejecución en 1973.
Según el certificado de defunción, Horman falleció a las 9:45 horas del 18 de septiembre de 1973 por heridas múltiples de bala. Fue encontrado en las calles de Santiago y trasladado al Instituto Médico Legal. Debido a un "error", no se reconoció su cadáver hasta el 18 de octubre, un día después que Edmund Horman supo positivamente que su hijo fue ejecutado por militares. La dictadura se tomaría otros cinco meses para autorizar la repatriación de los restos el 5 de marzo de 1974.

### Intercede por varios detenidos
Erich Schnake estaba el 11 de septiembre de 1973 en Radio Corporación, donde llama a defender al gobierno hasta que la emisora es bombardeada. Es acusado de sedición y traición. Condenado a muerte, la pena es conmutada luego a 25 años de cárcel. El general Augusto Lutz, director de Inteligencia del Ejército, intercedió ante la FACh y evitó un desenlace dramático.

### Problemas con Contreras
Al igual que el resto de los generales, empezó a tener roces con el coronel Manuel Contreras, director de la DINA. Estos iban en aumento, mientras Contreras los sobrellevaba permanentemente y contaba con el apoyo de Pinochet.

### Asesinato de Carlos Prats
El asesinato del general Prats y su esposa Sofía Cuthbert en Buenos Aires, a fines de septiembre de 1974, impactó profundamente a Lutz. Su hija, Olga, narra que estaba con su padre cuando la radio dio la noticia de la muerte del matrimonio. Relata que se puso pálido y, con una mezcla de tristeza e indignación, expresó “Esto no puede ser. Lo voy a investigar”. Piensa su hija que, en ese momento, su progenitor creyó que el coronel Manuel Contreras y el mismo Pinochet podían estar detrás del asesinato. Esta idea se reforzaría ante la negativa del gobierno chileno de no hacerse parte de la investigación de la trágica muerte del matrimonio Prats-Cuthbert y del entierro semiclandestino realizado en Santiago, por presión de las autoridades militares, además de que el cardenal Raúl Silva Henríquez comunicó a las hijas de Prats que no podría dar la misa exequial.

### "La DINA soy yo"
Después de asistir en Santiago a la Junta de generales de octubre de 1974, Lutz quedó sumamente perturbado y amargado. Había concurrido a la reunión con una grabadora escondida en la guerrera registrando la conocida frase de Pinochet:

¡Señores, la DINA soy yo! ¿Alguien más quiere pedir la palabra?, gritó Pinochet golpeando la mesa . ¿Alguien más quiere pedir la palabra?...¡Hijo de puta! se escucha refunfuñar a Augusto Lutz dentro del salón
Patricia Lutz ‘Años de viento sucio'.

Comunicó a su familia que ya no soportaba más lo que acontecía dentro el Alto Mando que aceptaba sumisamente todo lo que Pinochet pretendía. Ante lo cual había decidido que, al año siguiente, se iría irrevocablemente del Ejército.

### Comandante de la V División de Ejército
El 10 de julio de 1974, fue nombrado jefe de la V División del Ejército, con sede en Punta Arenas.

### Diferencias con Pinochet
Cuando en julio de 1974, el general Óscar Bonilla, segunda antigüedad en el ejército, dejó la cartera de Interior, se sabía que el general Lutz y él tenían discrepancias con Augusto Pinochet porque consideraban peligroso que el Ejército se involucrara directamente, con su jefe a la cabeza, en un proyecto a largo plazo. Lutz, que era secretario de la Junta, director de Instrucción y décimo en la jerarquía del mando, fue enviado a la V División, en Punta Arenas, el 10 de julio de ese año. Desde allá regresó el General César Benavides, para asumir en Interior.

### Problemas en el Alto Mando de Ejército
El 18 de octubre de 1974 hubo nuevos cambios en el cuerpo de mando del Ejército y se anunció el retiro de varios generales. De esa junta de generales, Lutz salió amargado y rabioso. A su juicio, la concentración de poder en manos de Augusto Pinochet, terminaría por envolver a las Fuerzas Armadas en una gestión puramente política. Su voz tuvo importancia en los primeros meses de 1974, pero sus posiciones jamás resultaron cómodas para la cúpula militar, así que su paso por la V División fue interpretado -incluso por él mismo- como un desplazamiento.
Este año le dijo a su familia: "Me voy, no aguanto más."

### Confronta a Pinochet
Poco antes de morir, el general Augusto Lutz enfrentó a Pinochet en una reunión del cuerpo de generales. Su hija Patricia Lutz sostiene que allí firmó su sentencia de muerte. Lutz ingresó al salón con una grabadora escondida en su guerrera. Junto al general Óscar Bonilla enrostraron a Pinochet los delitos de la DINA dirigida por el entonces coronel Manuel Contreras, personaje que acechaba a sus detractores.
Los gritos de la reunión quedaron registrados en la cinta que después Lutz escuchó a solas encerrado en su casa, espiado a través de la puerta del salón por Patricia, la que sospechó que algo grave inquietaba esa tarde a su padre.

¡Señores, la DINA soy yo! gritó Pinochet golpeando la mesa . ¿Alguien más quiere pedir la palabra? ¡Hijo de puta! escuchó Patricia refunfuñar a su padre dentro del salón, según relata en su libro ‘Años de viento sucio
Patricia Lutz en su libro Años de Viento Sucio.

## Muerte súbita
Una noche después fue a un cóctel y al día siguiente se enfermó, fue al hospital de Punta Arenas y le diagnosticaron Várices esofágicas, una enfermedad comúnmente asociada a los hábitos alcohólicos, pero Lutz no bebía. Fue operado y la cirugía derivó en septicemia por lo que el diagnóstico había errado: Lutz sufría de úlcera. Fue trasladado a Santiago y el Ejército se hizo cargo. Durante veinte días estuvo en el Hospital Militar, sufriendo una operación tras otra.
El 28 de noviembre de 1974 murió a causa de la septicemia, a los 51 años. Se abrió un sumario, pero nunca se dieron a conocer los resultados. La familia -especialmente su hija- ha denunciado que la muerte fue provocada.
Cuatro meses después, el 3 de marzo de 1975, Bonilla también murió: en este caso se trató de un sospechoso accidente de aviación, que muchos creen intencional.